# Halbhusten
Halbhusten ist ein kleines Dorf am Rande des Sauerlandes im Kreis Olpe. Es zählt 209 Einwohner. Es gehört zur Stadt Drolshagen und liegt an der Grenze zum Oberbergischen Kreis.

## Lage
Halbhusten liegt rund 2,5 km südwestlich von Drolshagen im Sauerland.

## Geschichte

### Allgemein
Erstmals erwähnt wurde das Dorf 1470 als Half(f)husen im Zusammenhang mit einer alten Abgabeverpflichtung des schmalen Zehnten an Hermann von Ostentrop und seinen Sohn Heinrich. Diese verkauften ihn zu einem unbekannten Zeitpunkt an die Familie Stummel in Attendorn. Tilmann Stummel veräußerte den Zehnten dann am 1. April 1470 an das Kloster Ewig in Attendorn. Der Ort war zu klein für eine eigene Kapelle. Allerdings gab es eine Glocke, die von den Familien abwechselnd geläutet wurde und zur Orientierung im Tagesverlauf diente. Erst 2002 wurde die kleine Kapelle Peter und Paul errichtet.

### Bergwerk Silberkuhle
In der Nähe des Ortes hatte es die Grube Silberkuhle oder Silberkaule gegeben. Diese wird in Quellen des Klosters Drolshagen erwähnt.  In dem Bereich wurde ab dem 12. oder 13. Jahrhundert Erz insbesondere Bleierz abgebaut. Im Gelände sind noch Pingen sichtbar. Diese liegen etwa 1,5 km vom Ort entfernt. Es sind 27 parallel angeordnete Reifenschächte nachgewiesen worden. Es gibt Hinweise darauf, dass die Grube 1167 zusammen mit dem Reichshof Eckenhagen an Rainald von Dassel übertragen wurde. In dem Bereich sind auch Rennfeueröfen gefunden worden. Im 16. Jahrhundert lagen die Fundstätten teils auf dem Gebiet des Herzogtums Westfalens, teils auf dem des Herzogtums Berg. Der Bergbau in der Gegend schlug sich um 1550 auch in einer der kurkölnischen Bergordnungen nieder. Nachdem der Bergbau längere Zeit geruht hatte, wurde er im 18. Jahrhundert mit Verweis auf die älteren Traditionen wieder aufgenommen.
Dort wurde bis Mitte des 19. Jahrhunderts unter anderem silberhaltiges Erz abgebaut. Auch später spielte der Bergbau noch eine Rolle. Viele Männer arbeiteten Anfang des 20. Jahrhunderts als Bergleute im Siegerland. Wegen der weiten Wege kamen sie nur am Wochenende zurück.